# Newton-le-Willows
För Newton-le-Willows i North Yorkshire, se Newton-le-Willows, North Yorkshire.

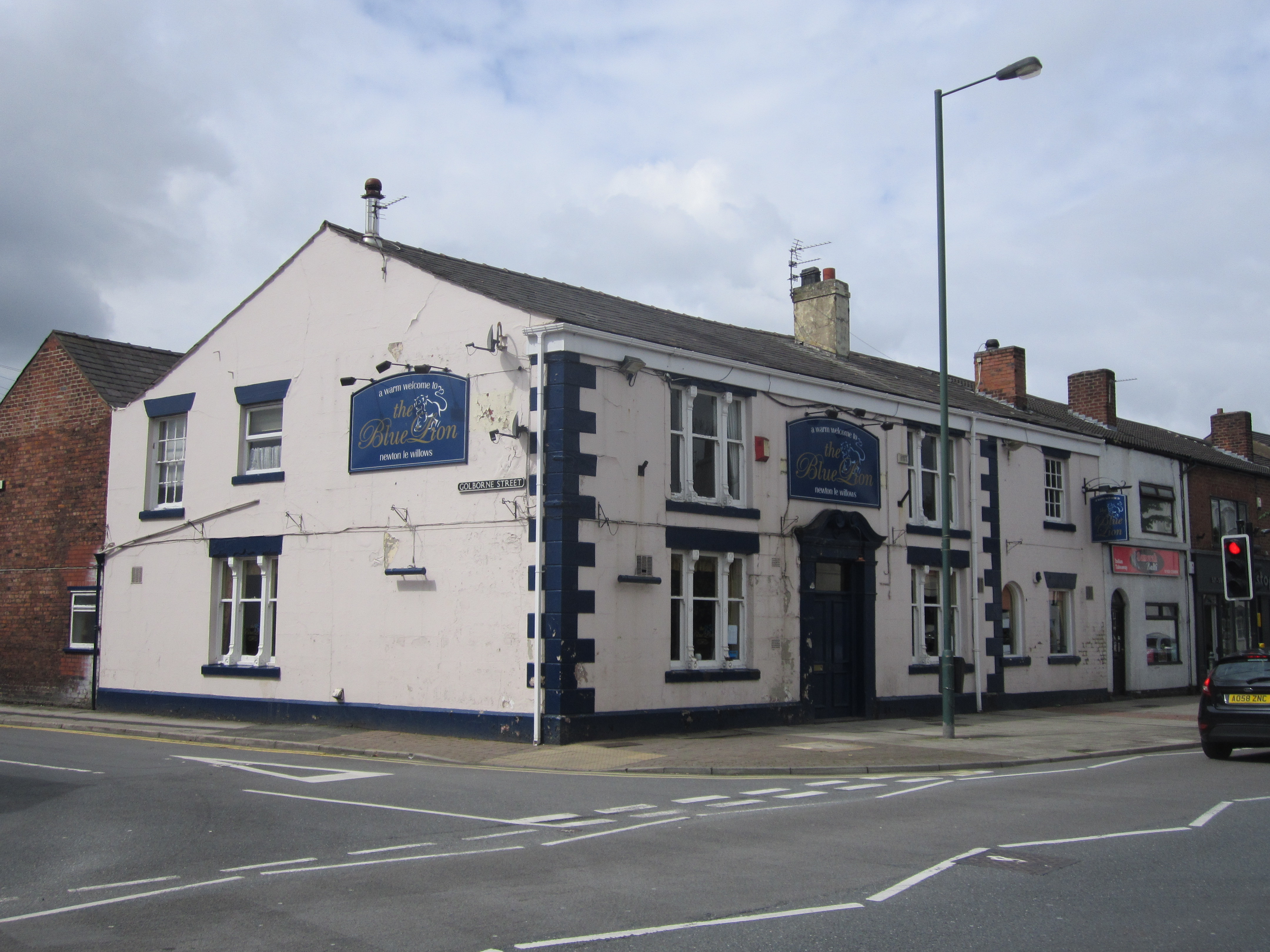
Newton-le-Willows

Newton-le-Willows eller Newton-in-Makerfield är en ort i distriktet St Helens i Storbritannien. Den ligger i grevskapet Merseyside och riksdelen England, i den centrala delen av landet, 270 km nordväst om huvudstaden London. Newton-le-Willows ligger 35 meter över havet och antalet invånare är 21 782. Staden nämndes i Domedagsboken (Domesday Book) år 1086, och kallades då Neweton.
Terrängen runt Newton-le-Willows är platt. Runt Newton-le-Willows är det mycket tätbefolkat, med 1 056 invånare per kvadratkilometer. Närmaste större samhälle är Warrington, 6,5 km söder om Newton-le-Willows. Runt Newton-le-Willows är det i huvudsak tätbebyggt.